# Tattoo (1981)
Tattoo is een Amerikaanse erotische thriller uit 1981, geregisseerd door Bob Brooks. De hoofdrollen worden vertolkt door Bruce Dern en Maud Adams.

## Verhaal
Tattoo-expert Karl Kinsky wordt benaderd om samen te werken met de beroemde fotograaf Halsey voor tijdelijke tatoeages voor zwemkleding. Ondanks zijn twijfels stemt Kinsky ermee in om deel te nemen na het zien van foto's van een van de modellen, Maddy. Ze komt te laat voor de fotoshoot, maar ze spreekt haar bewondering uit voor Kinsky's tatoeages. Daarna probeert Kinsky Maddy en haar flirterige vriendje, jazzmuzikant Buddy, af te luisteren. De volgende dag probeert Kinsky Maddy in Central Park te verrassen met een boeket bloemen.
Nadat hij haar heeft geconfronteerd met haar gebruik van slaappillen, nodigt hij haar uit om met hem te dineren in zijn appartement. Ze bewondert zijn tattoo-apparatuur en kunstwerken. Ze stemt ermee in hem te ontmoeten op een Japanse kunsttentoonstelling voordat ze wegrijdt in een taxi. Diezelfde avond belt Kinsky haar herhaaldelijk vanuit een telefooncel. Als ze zegt dat hij moet stoppen, keert hij terug naar zijn appartement en bekijkt de modelfoto's van haar aandachtig. Op de dag van de tentoonstelling stuurt Maddy haar vriendin Sandra en vertelt Kinsky dat Maddy is weggegaan en vraagt hem haar modelfoto's terug te geven.
Hij bezoekt Maddy's appartement, waar hem hetzelfde wordt verteld door Buddy. Maar hij laat een onheilspellend bericht achter op haar antwoordapparaat. Maar later verschijnt Kinsky in haar appartement en slaat haar knock-out met chloroform. De volgende ochtend wordt ze wakker en ontdekt dat haar borst, schouders en rug getatoeëerd zijn met bloemmotieven. Ze realiseert zich dat ze is gegijzeld. Als Kinsky haar vertelt dat hij nog niet klaar is met haar tatoeëren, valt ze flauw. Maddy maakt later een mislukte ontsnappingspoging. Ze vindt dan een stuk glas en is van plan om Kinsky te vermoorden.

## Rolverdeling
| Acteur          | Personage   |
| --------------- | ----------- |
| Bruce Dern      | Karl Kinsky |
| Maud Adams      | Maddy       |
| Leonard Frey    | Halsey      |
| Rikke Borge     | Sandra      |
| John Getz       | Buddy       |
| Peter Iacangelo | Dubin       |
| Alan Leach      | Customer    |
| Cynthia Nixon   | Cindy       |

## Productie
De opnames vonden plaats van 24 maart 1980 tot en met 28 mei 1980 op de locaties Ocean City, New York, Tokio, Hoboken en Philadelphia.

## Ontvangst
Op Rotten Tomatoes heeft Tattoo een waarde van 29% en een gemiddelde score van 4,5/10, gebaseerd op 7 recensies.

## Prijzen en nominaties
| Jaar | Prijs                   | Categorie        | Genomineerde(n) | Uitslag     |
| ---- | ----------------------- | ---------------- | --------------- | ----------- |
| 1982 | Golden Raspberry Awards | Slechtste acteur | Bruce Dern      | Genomineerd |